# Стивън Харпър (футболист)
Стивън Алън Харпър е английски футболен вратар, играещ за Нюкасъл Юнайтед.

## Кариера
Присъединява се към Нюкасъл през 1993, но е резерва на Шей Гивън и Шака Хипслоп. Затова от 1995 до 1998 е даван под наем на различни отбори, за да трупа опит. През 1999 играе на финал на ФА Къп. В началото на следващия сезон Гивън е контузен и Стивън е титуляр. Изиграва 29 мача,18 от които за Висшата лига. След като тогавашният треньор Рууд Гулит е уволнен, Харпър отново е резерва. През 2002 изиграва 2 мача в Шампионската лига, единият от които срещу Ювентус. В този мач Стив запазва мрежата си суха и класира Нюкасъл на 1/8 финал. По-късно Харпър моли ръководството за трансфер, поради желанието си да играе по-често. В следващите няколко сезона Харпър почти не играе и е пускан само в някои мачове от Европа и националните купи. През 2006 отново е титуляр поради травма на Гивън. На 20 септември 2006 започва като титуляр срещу Ливърпул. Това е първият му мач в първенството от 15 месеца. Стивън продължава да е титуляр след като начело на тима застава Сам Алърдайс. Когато Шей Гивън се възстановява, Стив пак е резерва, но скоро ирландецът получава нова травма. При Кевин Кийгън Харпър е титуляр. След поредица добри игри е свързван с трансфер в Ливърпул за резерва на Хосе Рейна. През януари 2009 Шей Гивън е продаден на Манчестър Сити и Харпър става основен вратар на „джордитата“. Въпреки добрите мачове, които прави Нюкасъл изпадат. През 2009/10 е избран за най-добър вратар в Чемпиъншип, след като записва рекорд от 21 мача без допуснат гол и 35 допуснати гола в 37 мача. На 6 март 2010 записва 50-ия си пореден мач като титуляр за Нюкасъл Юнайтед. В началото на сезон 2010/11 се контузва и за няколко мача титуляр е Тим Крул, но Харпър скоро се завръща като първи избор на вратата.